# Gouverneurswahl in Massachusetts 1919
Die Gouverneurswahl in Massachusetts 1919 fanden am 4. November 1919 statt, um den Gouverneur und den Vizegouverneur des US-Bundesstaates Massachusetts für das nächste Jahr zu wählen. Gouverneur Calvin Coolidge und Vizegouverneur Channing H. Cox (beide Republikaner) wurden mit 60,9 (Coolidge) bzw. 58,6 % (Cox) wiedergewählt.

## Vorwahl

### Demokraten
| Kandidat              | Amt                             | Stimmen | Anteil |
| --------------------- | ------------------------------- | ------- | ------ |
| Richard H. Long       | Kandidat für das Amt 1918       | 53.970  | 68,1 % |
| Eugene Foss           | Ehemaliger Gouverneur           | 11.118  | 14,0 % |
| George F. Monahan     | Ehemaliger Staatssenator        | 9.771   | 12,3 % |
| Frederick S. Deitrick | Ehemaliger Kongressabgeordneter | 4.438   | 5,6 %  |
| Sonstige              |                                 | 10      | 0 %    |

| Kandidat             | Amt | Stimmen | Anteil |
| -------------------- | --- | ------- | ------ |
| Joseph F. J. Herbert |     | 60.538  | 100 %  |
| Sonstige             |     | 5       | 0 %    |

### Republikaner
| Kandidat        | Amt         | Stimmen | Anteil |
| --------------- | ----------- | ------- | ------ |
| Calvin Coolidge | Amtsinhaber | 129.145 | 100 %  |
| Sonstige        |             | 24      | 0 %    |

| Kandidat        | Amt         | Stimmen | Anteil |
| --------------- | ----------- | ------- | ------ |
| Channing H. Cox | Amtsinhaber | 126.805 | 100 %  |
| Sonstige        |             | 5       | 0 %    |

## Ergebnisse

### Gouverneur
| Partei                 | Kandidat         | Stimmen | Anteil | Veränderung |
| ---------------------- | ---------------- | ------- | ------ | ----------- |
| Republikanische Partei | Calvin Coolidge  | 317.774 | 60,9 % | ▲10,0       |
| Demokratische Partei   | Richard H. Long  | 192.673 | 37,0 % | ▼9,8        |
| Socialist Party        | William A. King  | 7.041   | 1,4 %  | ▼0,4        |
| Socialist Labor Party  | Ingvar Paulsen   | 2.321   | 0,4 %  | ▼0,1        |
| Prohibition Party      | Charles B. Ernst | 1.679   | 0,3 %  | ▲0,3        |
| Sonstige               |                  | 9       | 0 %    | ▬           |

### Vizegouverneur
| Partei                 | Kandidat             | Stimmen | Anteil | Veränderung |
| ---------------------- | -------------------- | ------- | ------ | ----------- |
| Republikanische Partei | Channing H. Cox      | 298.010 | 58,6 % | ▲4,6        |
| Demokratische Partei   | Joseph F. J. Herbert | 188.127 | 37,0 % | ▼6,5        |
| Socialist Party        | Charles J. Brandt    | 12.706  | 2,5 %  | ▲2,5 %      |
| Socialist Labor Party  | Patrick Mulligan     | 5.623   | 1,1 %  | ▼1,4 %      |
| Prohibition Party      | H. Edward Gordon     | 4.468   | 0,9 %  | ▲0,9 %      |
| Sonstige               |                      | 1       | 0 %    | ▬           |